# Trung tâm thể thao dưới nước quốc gia Bắc Kinh
Trung tâm thể thao dưới nước quốc gia Bắc Kinh (chữ Hán: 北京國家游泳中心, Hán Việt: Bắc Kinh quốc gia du vịnh trung tâm) là một nhà thi đấu phục vụ các môn thể thao dưới nước nằm trong hệ thống nhà thi đấu được xây dựng cho Thế vận hội Mùa hè 2008 ở Bắc Kinh, Trung Quốc.

## Đặc điểm
Trung tâm thể thao dưới nước quốc gia Bắc Kinh được thiết kế bởi các văn phòng kiến trúc PTW, CSCEC International Design và Arup. Công trình được khởi công ngày 24 tháng 12 năm 2003 và hoàn thành ngày 28 tháng 1 năm 2008.
Có biệt danh là Khối nước (水立方 - Thủy lập phương), công trình có hình khối lập phương chữ nhật (kích thước 177m×177m×30m) được tạo từ khung thép, bên ngoài phủ một lớp chất dẻo ETFE cực mỏng có tổng diện tích lên tới hơn 100.000 m². ETFE cho phép hấp thụ ánh sáng và nhiệt lượng nhiều hơn kính thông thường và qua đó giúp giảm 30% năng lượng cần thiết để tiêu thụ cho tòa nhà, đồng thời ETFE cũng giúp các kiến trúc sư dễ dàng bố trí hệ thống chiếu sáng ban đêm tạo nên các màu sắc rực rỡ cho công trình. Allianz Arena ở München, Đức và Trung tâm thể thao dưới nước là hai công trình tiêu biểu cho việc sử dụng ETFE.
Hình dáng bên ngoài của tòa nhà được dựa trên cấu trúc Weaire-Phelan, một cấu trúc lập thể dạng bọt tạo từ bong bóng xà phòng. Sức chứa của nhà thi đấu là 17.000 chỗ ngồi với kinh phí xây dựng khoảng 100 đến 150 triệu euro.
Trong dịp Thế vận hội Mùa hè 2008, đây là nơi thi đấu của các môn bơi, nhảy cầu và bơi nghệ thuật với tổng số khoảng 42 bộ huy chương được trao.

## Hình ảnh

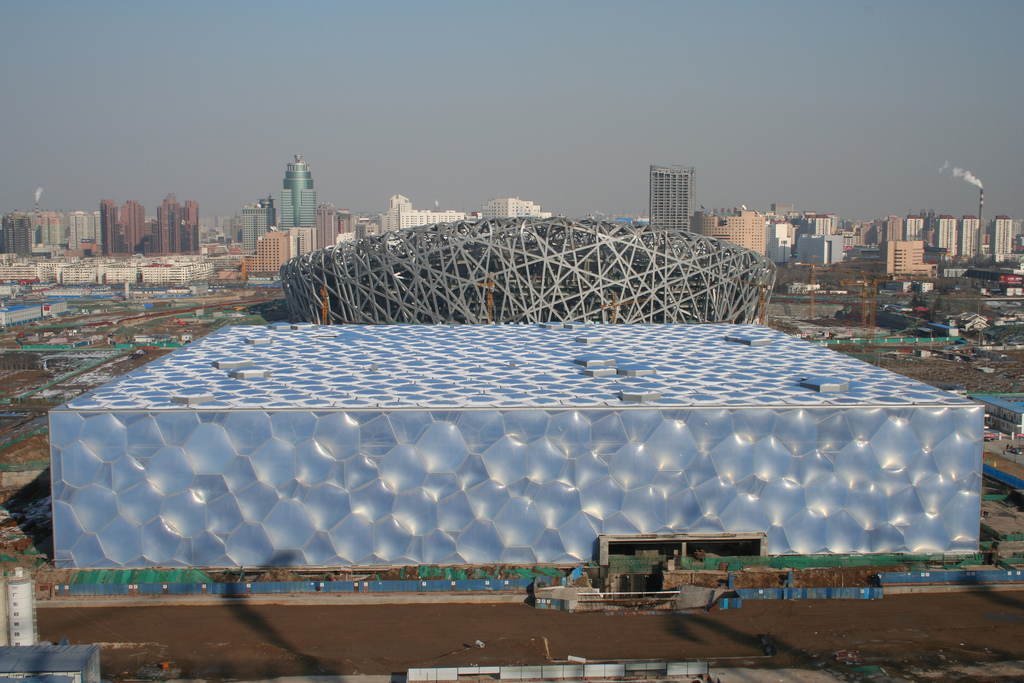
Trung tâm thể thao dưới nước quốc gia Bắc Kinh vào ban ngày, đằng sau là Sân vận động quốc gia Bắc Kinh
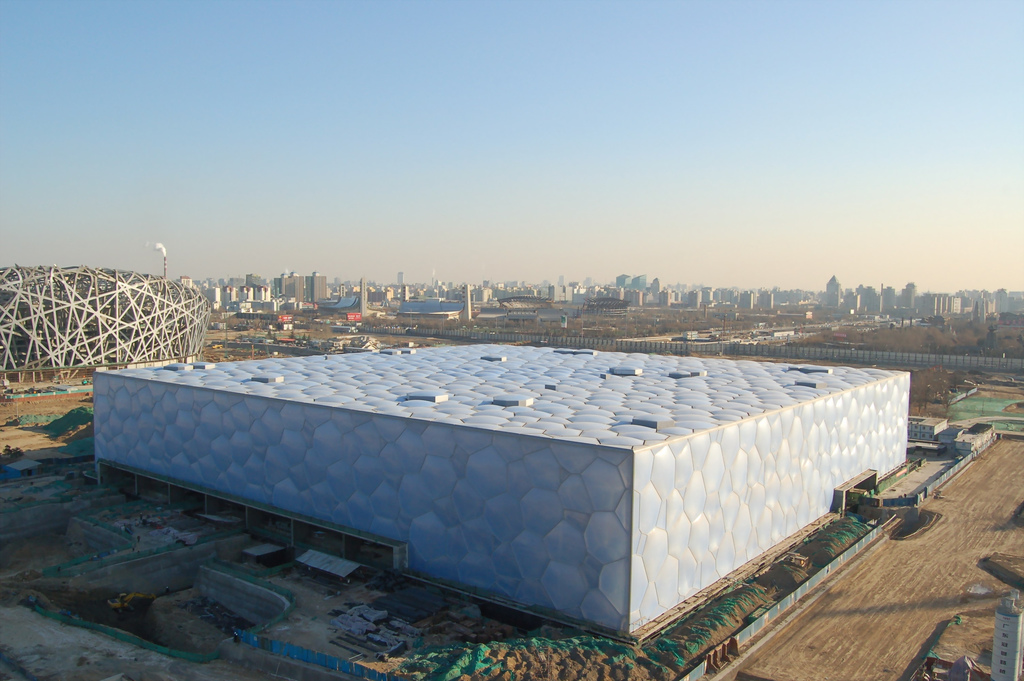
Công trình nhìn từ góc khác
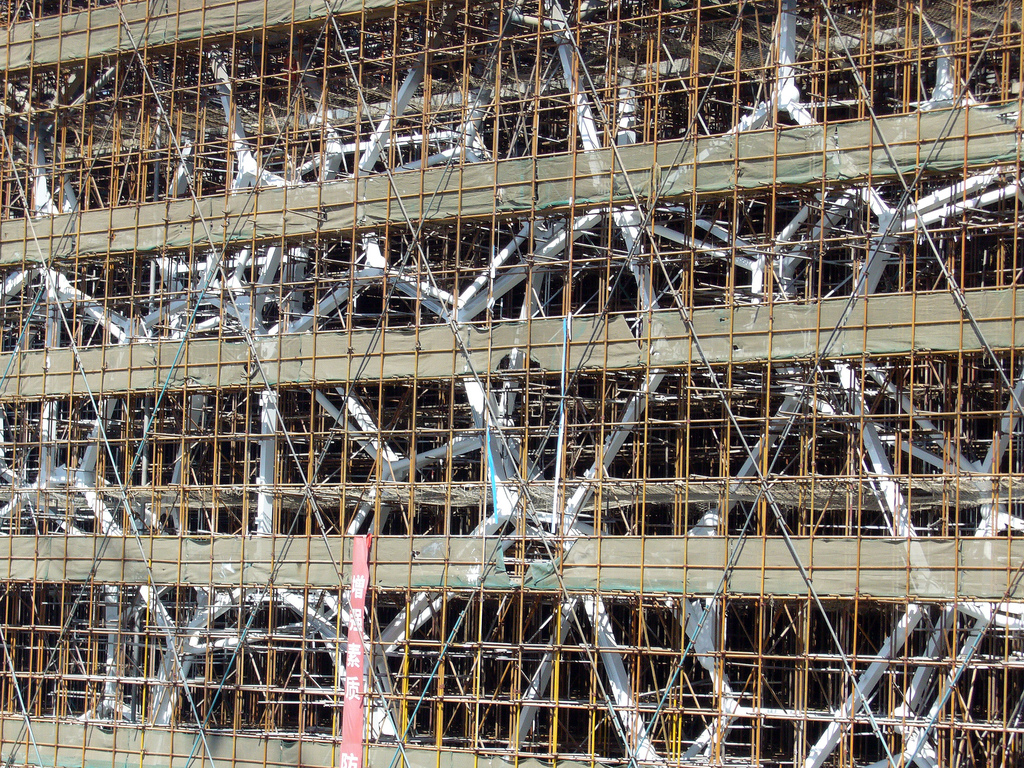
Quá trình phủ ETFE
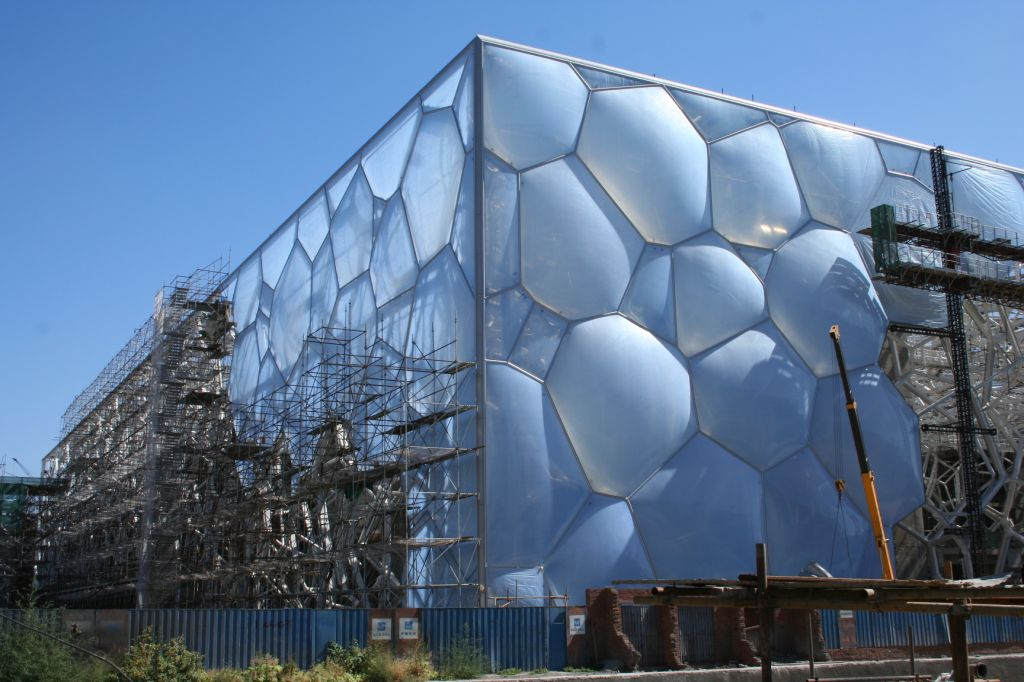
Chi tiết phần phủ bên ngoài công trình